# سفارة النرويج في إيطاليا
سفارة النرويج في إيطاليا هي أرفع تمثيل دبلوماسي لدولة النرويج لدى إيطاليا. تقع السفارة في روما وهي تهدف لتعزيز المصالح النرويجية في إيطاليا.

## وصلات خارجية
- قائمة سفارات النرويج
- قائمة السفارات في إيطاليا